# Żabiniec (Kluczbork)

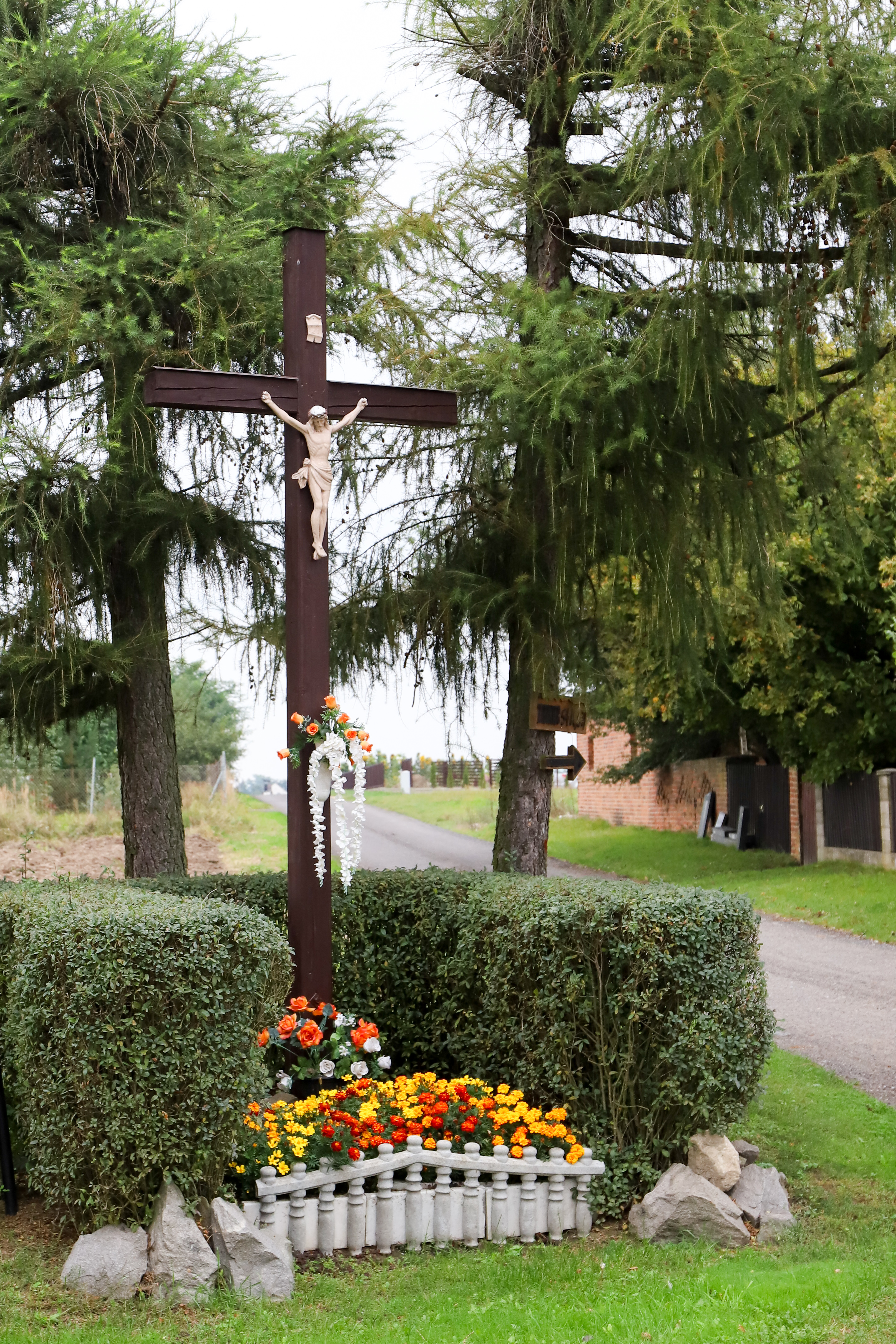
Wegkreuz in Żabiniec

Żabiniec (deutsch Fabianswalde) ist ein Ort der Gmina Kluczbork in der Woiwodschaft Opole in Polen.

## Geographie
Żabiniec liegt im nordwestlichen Teil Oberschlesiens im Kreuzburger Land. Żabiniec liegt rund zehn Kilometer südwestlich vom Gemeindesitz Kluczbork und etwa 43 Kilometer nordöstlich der Woiwodschaftshauptstadt Opole.
Borkowice liegt am nordöstlichen Rand des Landschaftsschutzpark Stobrawski.
Nachbarorte von Żabiniec sind im Norden Bogacica (Bodland), im Osten Borkowice  (Borkwitz), im Süden die Waldsiedlung Zameczek (Jagdschloss Bodland) und im Westen Bogacka Szklarnia (Bodländer Glashütte).

## Geschichte
1845 zählte Fabianswalde 11 Häuser mit 82 Einwohnern, davon eine Person evangelisch.  1874 wird der Amtsbezirk Bodland gegründet, zu dem Fabianwalde gehörte.
Bis 1945 gehörte das Dorf zum Landkreis Rosenberg O.S.
Als Folge des Zweiten Weltkriegs fiel Fabianswalde 1945 wie der größte Teil Schlesiens an Polen. Nachfolgend wurde der Ort in Żabiniec umbenannt und der Woiwodschaft Schlesien angeschlossen. 1950 wurde es der Woiwodschaft Opole eingegliedert. 1999 kam der Ort zum neu gegründeten Powiat Kluczborski (Kreis Kreuzburg).